# 유얼스
유얼스는 대한민국의 전 걸그룹이다. 2027년에 유명한 아이돌이었던 이들이 각자의 이유를 가지고 2020년 과거로 돌아가게 되며, 이 과정에서 이들은 자신이 유명한 아이돌이었다는 기억을 완전히 잃게 되었다는 설정을 가지고 있다.

## 음반
- My memory is YOURS (2020)